# دولت شبان‌بای
دولت شبان‌بای (به قزاقی: Дәулет Шабанбай) زاده ۹ اوت ۱۹۸۳، کشتی گیر قزاقستانی است. از افتخارات این کشتی گیر می توان به کسب مدال نقره بازی‌های آسیایی ۲۰۱۴ اشاره کرد. او در المپیک ۲۰۱۲ لندن با شکست مقابل بیلال ماخوف روسی در دیدار رده بندی پنجم شد. او در وزن ۱۲۵ کیلوگرم در المپیک ۲۰۱۶ ریو نیز شرکت داشت که در دور اول از ابراهیم سعیدف از بلاروس شکست خورد و با توجه به شکست این کشتی گیر در مرجله بعد، از دور رقابت ها کنار رفت.